# Georgiadesite
La georgiadesite è un minerale.